# سياسة تجاوز الحقائق
سياسة ما بعد الحقيقة (وتسمى أيضًا سياسة ما بعد الواقعة) هي ثقافة سياسية حيث تصبح الصحة/ الخطأ والصدق/الكذب مصدر قلق رئيسي للحياة العامة وينظر إليها المعلقون المشهورون والباحثون الأكاديميون على حد سواء يلعبون دورًا سببيًا مهمًا في كيفية عمل السياسة في نقطة معينة من التاريخ (يتأثرون بشكل خاص بتقنيات الاتصال والإعلام الجديدة). صرحت قواميس أكسفورد أن الكلمة العالمية لهذا العام في عام 2016 كانت: ما بعد الحقيقة، مشيرة إلى زيادة بنسبة 2000% في الاستخدام مقارنة بعام 2015 وأشارت إلى أنها كانت مرتبطة بشكل شائع باسم: سياسات ما بعد الحقيقة. يعد هذا المصطلح شائعًا في وسائل الإعلام، وتعريف القاموس طور ما بعد الحقيقة من تسمية مختصرة لوفرة وتأثير ادعاءات الحقيقة السياسية المضللة أو الكاذبة إلى مفهوم تمت دراسته وتجريبه من خلال البحث الأكاديمي. نظرًا لأن سياسات ما بعد الحقيقة معروفة في المقام الأول من خلال بيانات الحقيقة العامة في سياقات إعلامية محددة (التعليق على شبكات البث الرئيسية، والبودكاست، ومقاطع YouTube، ووسائل التواصل الاجتماعي الأخرى، فقد درست بشكل خاص كظاهرة إعلامية ودراسات اتصال مع أشكال معينة من الحقيقة - الرواية: الإشاعات المتعمدة، والهراء، والكذب، ونظريات المؤامرة، والأخبار الكاذبة (التي حظيت لاحقًا باهتمام الفلاسفة). كما نوقشت الطبيعة التاريخية لسياسات ما بعد الحقيقة فيما يتعلق بالمجالات الأكثر تقليدية في الاتصال ودراسات الصحافة مثل الدعاية والمعلومات المضللة.
اعتبارًا من عام 2018، حدد المعلقون السياسيون والباحثون الأكاديميون سياسات ما بعد الحقيقة على أنها صاعدة في العديد من الدول، ولا سيما أستراليا والبرازيل والصين والهند وروسيا والمملكة المتحدة والولايات المتحدة، من بين دول أخرى.

## المصطلح
يبدو أن مصطلح سياسات ما بعد الحقيقة قد تطور من استخدامات وصفية أخرى لما بعد الحقيقة، مثل: البيئة السياسية لما بعد الحقيقة، وعالم ما بعد الحقيقة، وعصر ما بعد الحقيقة، ومجتمع ما بعد الحقيقة، والمصطلحات المقربة جدًا، مثل مجتمع ما بعد الحقيقة ورئاسة ما بعد الحقيقة. وفقًا لقواميس أوكسفورد، ربما كان الكاتب المسرحي الأمريكي الصربي ستيف تيسيتش أول من استخدم مصطلح ما بعد الحقيقة في مقال نُشر عام 1992 في ذا نيشن، كتب تيسش أنه في أعقاب الحقيقة المخزية لووترجيت (1972-1974)، فإن التغطية الأكثر تهدئة لفضيحة إيران-كونترا (1985-1987) وحرب الخليج الفارسي (1990-1991) توضح أننا كشعب أحرار، قررنا بحرية أننا نريد أن نعيش في عالم ما بعد الحقيقة. ومع ذلك، كما يشير هارسين (2018)، كان المصطلح متداولًا أكاديميًا في التسعينيات. استخدم الباحث في الدراسات الإعلامية جون هارتلي مصطلح (ما بعد الحقيقة) كعنوان لفصل الصحافة في مجتمع ما بعد الحقيقة في كتابه عام 1992 سياسة الصور.
في عام 2004، استخدم رالف كيز مصطلح عصر ما بعد الحقيقة في كتابه بهذا العنوان. وجادل في ذلك بأن الخداع أصبح أكثر انتشارًا في العالم الحالي الذي يحركه الإعلام. وفقًا لكيز، توقف التعامل مع الأكاذيب على أنها شيء لا يغتفر وبدأ يُنظر إليها على أنها شيء مقبول في مواقف معينة، والتي من المفترض أنها أدت إلى بداية عصر ما بعد الحقيقة. في العام نفسه، تحدث الصحفي الأمريكي إريك ألترمان عن (البيئة السياسية لما بعد الحقيقة) وصاغ مصطلح رئاسة ما بعد الحقيقة في تحليله للبيانات المضللة التي أدلت بها إدارة بوش بعد أحداث الحادي عشر من سبتمبر عام 2001. في كتابه الذي سماه ما بعد الديمقراطية، الصادر عام 2004، استخدم كولين كراوتش عبارة ما بعد الديمقراطية ليعني نموذجًا للسياسة حيث توجد الانتخابات بالتأكيد ويمكن أن تغير الحكومات، لكن النقاش الانتخابي العام هو مشهد خاضع لسيطرة مشددة، تديره فرق متنافسة من المهنيين الخبراء في تقنيات الإقناع، والنظر في مجموعة صغيرة من القضايا التي اختارتها تلك الفرق. يعزو كراوتش نموذج صناعة الإعلان للتواصل السياسي بشكل مباشر إلى أزمة الثقة والاتهامات بعدم الأمانة التي ربطها آخرون بعد سنوات قليلة بسياسات ما بعد الحقيقة. في الآونة الأخيرة، اتبع العلماء كراوتش في إظهار دور مساهمة الاتصال السياسي المهني في عدم الثقة والمعتقدات الخاطئة، حيث أصبح الاستخدام الاستراتيجي للعاطفة مفتاحًا لاكتساب الحقيقة من أجل بيانات الحقيقة.
ربما يكون مصطلح سياسات ما بعد الحقيقة قد صاغه في الأصل المدون ديفيد روبرتس في منشور مدونة لـ Grist في 1 أبريل 2010. وقد عرفه روبرتس بأنه ثقافة سياسية أصبحت فيها السياسة (الرأي العام وروايات وسائل الإعلام) تقريبًا منفصلة تمامًا عن السياسة (جوهر التشريع). استخدم الفيلسوف جوزيف هيث ما بعد الحقيقة لوصف انتخابات أونتاريو 2014. انتشر المصطلح على نطاق واسع خلال الحملات الخاصة بالانتخابات الرئاسية لعام 2016 في الولايات المتحدة واستفتاء بريكست لعام 2016 بشأن العضوية في الاتحاد الأوروبي في المملكة المتحدة.

## المفهوم
يختلف العلماء والمعلقون المشهورون حول ما إذا كان ما بعد الحقيقة هو تسمية منشأة حديثًا ولكن يمكن تطبيقها على ظواهر مثل الكذب في أي فترة تاريخية؛ أو ما إذا كانت محددة تاريخيًا، مع وجود أسباب يمكن ملاحظتها مؤخرًا من الناحية التجريبية (خاصة العلاقات الاجتماعية والسياسية الجديدة التي مكنت بواسطة تقنيات الاتصال الرقمية الجديدة) ولا تختزل إلا بشكل مبسط في ظاهرة الكذب السياسي القديمة. يختلف العلماء والمعلقون المشهورون أيضًا حول الدرجة التي يجب أن يؤكد بها على المشاعر في نظريات ما بعد الحقيقة، على الرغم من التركيز على العاطفة في التعريف الأصلي للكلمة في قاموس أكسفورد. في حين أن مصطلح ما بعد الحقيقة لم يكن له مدخل في القاموس قبل دخول قواميس أكسفورد في عام 2016، فإن مدخل أكسفورد مستوحى من نتائج استفتاء خروج بريطانيا من الاتحاد الأوروبي والحملة الرئاسية الأمريكية لعام 2016؛ وهكذا كانت بالفعل تشير ضمنيًا إلى السياسة. علاوة على ذلك، في مدخلات قواميس أكسفورد الأصلية (حتى اليوم، عبارة عن بيان صحفي أكثر من إدخال القاموس التقليدي) لتبرير اختيارهم، يقولون إنه غالبًا ما يستخدم في شكل اسمي لسياسة ما بعد الحقيقة. وبالتالي، غالبًا ما يستخدم مصطلح ما بعد الحقيقة بالتبادل مع سياسة ما بعد الحقيقة.
سياسة ما بعد الحقيقة هي مجموعة فرعية من المصطلح الأوسع نطاقًا لما بعد الحقيقة، والذي يسبق استخدامه التركيز الأخير على الأحداث السياسية. في حين أن قواميس أكسفورد أطلقت بشكل مؤثر على ما بعد الحقيقة اسم كلمة العام لعام 2016، فإن التطور الأكاديمي الحالي لما بعد الحقيقة كمفهوم لا يعكس تمامًا تركيزها الأصلي على الظروف حيث تفشل مناشدة الحقائق الموضوعية في التأثير مثل مناشدة العاطفة والمعتقدات الشخصية.
بعض استخدامات هذا المفهوم أكثر عمومية، حيث لا تشير إلى الظروف التاريخية لانعدام الثقة الموثق تجريبيًا على نطاق واسع أو سياق الرأسمالية الترويجية، التي يسهل الوصول إليها ويصعب السيطرة عليها من خلال التواصل الجماهيري للهواة على وسائل التواصل الاجتماعي، ولكن تشير إلى وجود الكذب وعدم الثقة في السياسة والتحيز في الصحافة (وآراء المعلقين أن الناس في ذلك الوقت كانوا غير موثوقين أو أن الكذب السياسي كان شائعًا). تقليصًا لمفهوم ما بعد الحقيقة إلى التواصل السياسي غير النزيه وأنماطه المختلفة، يجادل بعض العلماء بأن ما يعرفه المرء اليوم على أنه سياسات ما بعد الحقيقة هو في الحقيقة عودة للفترات السابقة من السياسة. وصفت جينيفر هوشيلد، أستاذة إتش إل جاين للحكم في جامعة هارفارد، صعود ما بعد الحقيقة بأنه عودة إلى الممارسات السياسية والإعلامية في القرنين الثامن عشر والتاسع عشر في الولايات المتحدة، بعد فترة في القرن العشرين كانت فيها وسائل الإعلام متوازنة نسبيًا وخففت حدة الخطاب. ومع ذلك، تتعارض وجهة النظر هذه أيضًا مع تلك الموجودة في بلدان أخرى في أوقات أخرى. على سبيل المثال، في عام 1957، أشارت العالمة في السياق البريطاني كاثلين لونسديل إلى أن الصدق في السياسة بالنسبة لكثير من الناس أصبح الآن بمثابة استهزاء .... أي شخص يستمع إلى الراديو في شركة مختلطة من التفكير يعرف الناس مدى عمق هذا الأمر، السخرية. طُبعت المنشورات اللاذعة والافتراء بثمن بخس وانتشرت على نطاق واسع، وساهمت المعارضة التي أثاروها في بدء الحروب والثورات مثل الحرب الأهلية الإنجليزية (1642–1651) والثورة الأمريكية (بعد ذلك بكثير) (1765–1783).